# TOKIO LIVE TOUR 1718
『TOKIO LIVE TOUR 1718』（トキオ・ライブ・ツアー・いちなないちはち）は、2013年4月17日に発売されたTOKIOのライブDVD。

## 解説
通常盤の1形態のみで発売された、前作『OVER/PLUS』から約1年7か月ぶりのライブDVDである。2012年8月26日から9月23日にかけて行われたライブツアー「TOKIO LIVE TOUR 1718」の東京・日本武道館での 3 DAYS 公演のうち、ジャニーズ初の「ライブシネマ」として全国94館の劇場にて衛星生中継された最終日（9月23日）の模様が収録されている。
DVDの内容としては、アルバム『17』に収録されている新曲全てと、シングル『羽田空港の奇跡/KIBOU』に収録の4曲のほか、「宙船 （そらふね）」、「LOVE YOU ONLY」、「AMBITIOUS JAPAN!」などのシングルヒット曲や、ライブのアンコールの定番曲となっている「城島SONG」など計22曲のライブパフォーマンスが収録されている。

## 収録曲
1. archive
2. KIBOU
3. 羽田空港の奇跡
4. ロースピード
5. ...as one
6. ストロボ
7. More
城島のソロ曲。
8. NaNaNa (太陽なんていらねぇ)
9. 約束の場所 〜Believe〜
山口のソロ曲。
10. Autumn
松岡のソロ曲。松岡のみ演奏していない。
11. HOPE
12. Sometimes
13. The Course of Life
14. 宙船 （そらふね）
15. PERFECT LIFE
16. T2
国分のソロ曲（CDでは長瀬がメインボーカル）。国分のみ演奏していない。
17. SONIC DRIVE!
18. 自由な名の下に
19. AMBITIOUS JAPAN!
アンコール1曲目
20. 城島SONG 2012
アンコール2曲目
21. LOVE YOU ONLY
アンコール3曲目
22. JUMBO
ダブルアンコール曲